# Phrurolithus umbratilis
Phrurolithus umbratilis is een spinnensoort uit de familie van de Phrurolithidae.
De wetenschappelijke naam van de soort werd in 1926 gepubliceerd door Bishop & Crosby.